# Castelloza

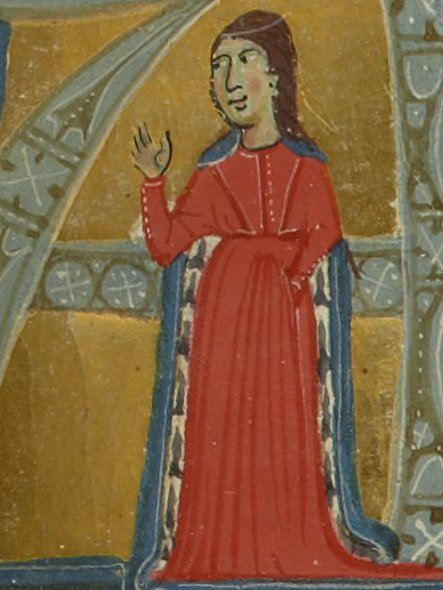
Castelloza en un cancionero del, Recueil des poésies des troubadours.

Na Castelloza (fl. a comienzos del siglo XIII) fue una noble, poetisa y trobairitz de Auvernia.

## Vida

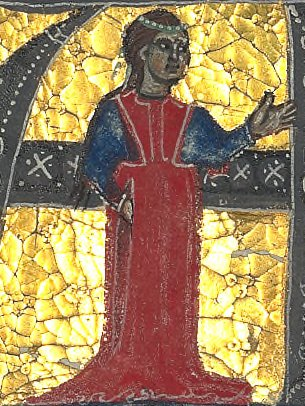
Castelloza en un cancionero del, Chansonnier provençal.

De acuerdo con su Vida, Castelloza fue la esposa de Turc de Mairona, probablemente señor de Meyronne. Los antepasados de Turc habían participado en una cruzada alrededor de 1210 o 1220, por lo que de ahí provendría el origen de su nombre (significa Turco). Presuntamente tuvo amoríos con Arman de Brion, un miembro de la casa de Bréon de rango social más alto que ella, y sobre quien habría escrito varias canciones. Su Vida registra que fue «muy alegre y sin preocupaciones», «muy educada» y «muy bella».
Solo tres —quizás cuatro si recientes investigaciones son aceptadas— de sus canciones (todas cansos) sobreviven, aunque sin música. Esto, sin embargo, la transforma en al menos la segunda trobairitz más prolífica en términos de obras preservadas: solo Beatriz de Día la supera con cuatro cansos vinculados a su autoría. El tema de todos sus poemas es el amor cortés.
Comparado con Beatriz de Día, Castelloza era una poetisa más conservadora. La persona a través de sus obras es consistente y, aunque levanta tensiones entre el amor condicional e incondicional, siempre se mantiene comprometida a la fidelidad absoluta.
Un investigador, Peter Dronke, ha visto las canciones de Castelloza como iniciadoras de un ciclo lírico.

## Lista de trabajos
- Ja de chantar No degra aver talan.
- Amics, s'ie.us trobes avinen.
- Mout avetz faich lonc estatge.
- Por joi que d'amor m'avegna (discutido).